# Air ALM
Air ALM (Antilliaanse Luchtvaart Maatschappij, ALM) era una aerolínea en las Antillas Neerlandesas con sede en el Aeropuerto Internacional Hato en Curazao. Inició operaciones en 1964, cerrando sus operaciones en 2001.

## Antiguos destinos

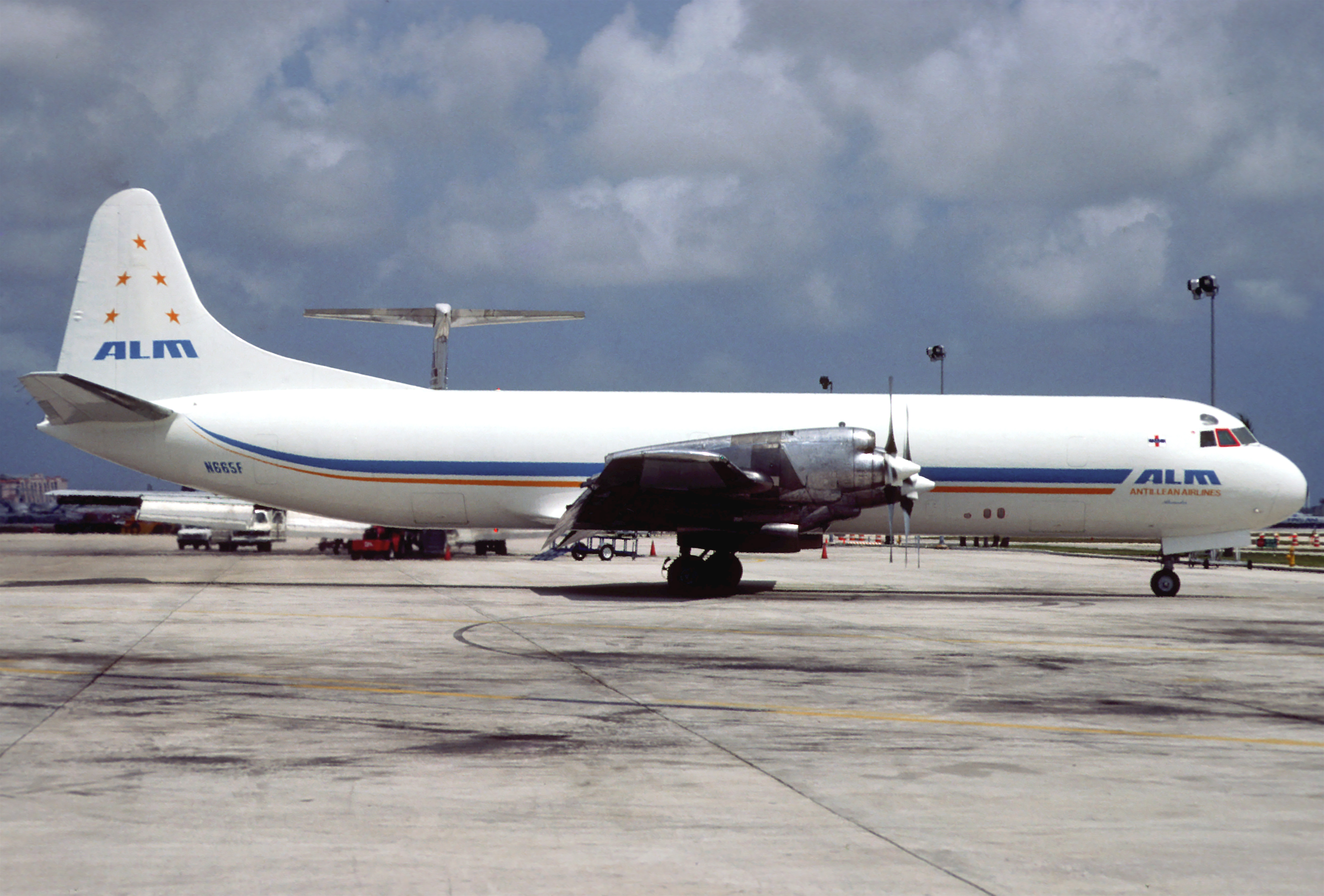
Lockheed L-188 Electra de Antillean Airlines Cargo en el Aeropuerto Internacional de Miami (1991)

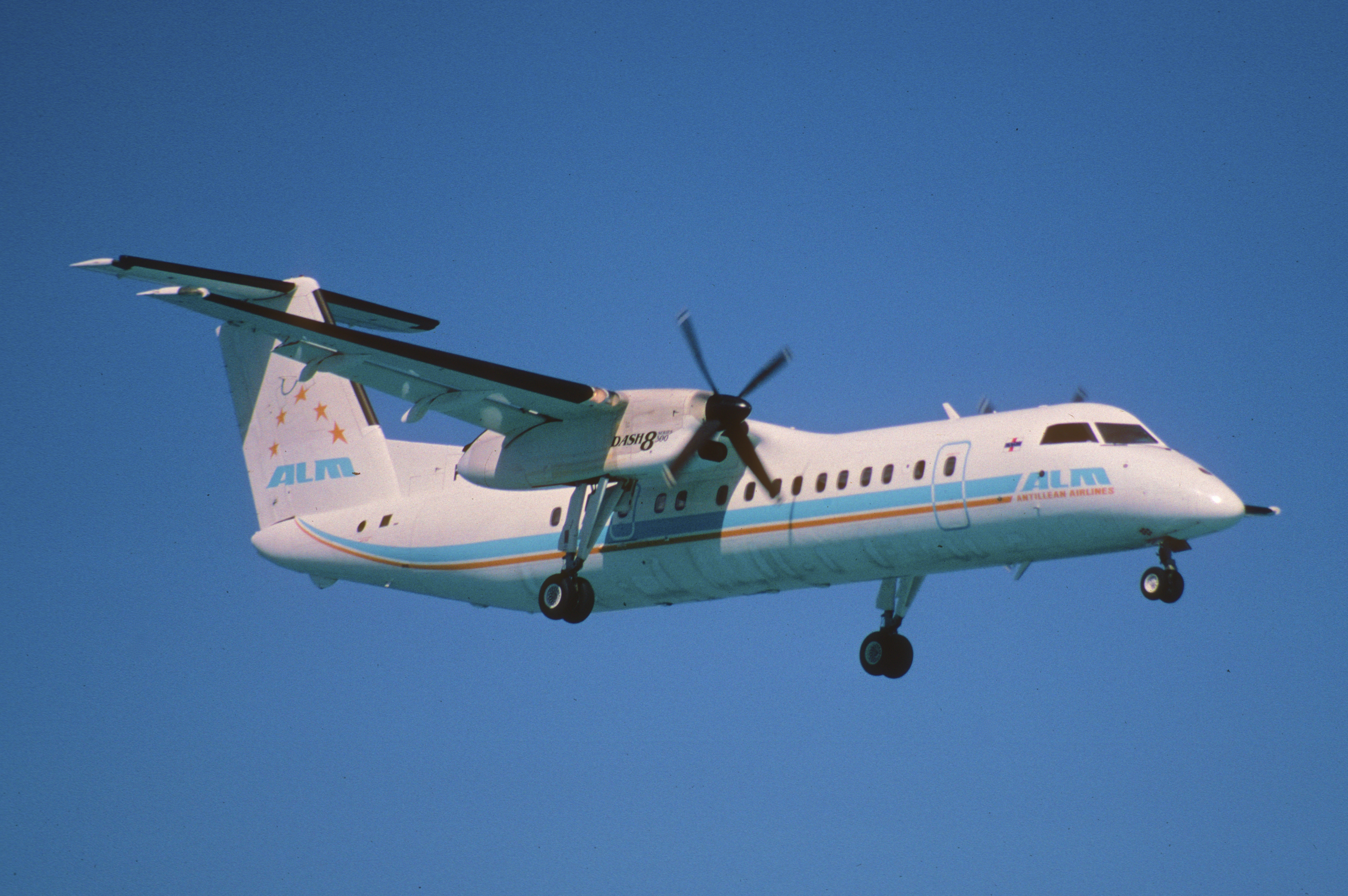
De Havilland Canadá Dash 8 (PJ-DHE) de ALM Antillean Airlines en el Aeropuerto Internacional Princesa Juliana (1999)

| Países                | Destinos         | Aeropuertos                                              | Notas          |
| --------------------- | ---------------- | -------------------------------------------------------- | -------------- |
| Antillas Neerlandesas | Kralendijk       | Aeropuerto Internacional Flamingo                        | Hub            |
| Antillas Neerlandesas | Philipsburg      | Aeropuerto Internacional Princesa Juliana                | Focus city     |
| Antillas Neerlandesas | Willemstad       | Aeropuerto Internacional Hato                            | Hub            |
| Antigua y Barbuda     | Saint John       | Aeropuerto Internacional V. C. Bird                      |                |
| Aruba                 | Oranjestad       | Aeropuerto Internacional Reina Beatrix                   | Hub hasta 1988 |
| Barbados              | Bridgetown       | Aeropuerto Internacional Grantley Adams                  |                |
| Colombia              | Barranquilla     | Aeropuerto Internacional Ernesto Cortissoz               | Focus city     |
| Colombia              | Medellín         | Aeropuerto Olaya Herrera                                 |                |
| Costa Rica            | San José         | Aeropuerto Internacional Juan Santamaría                 |                |
| Estados Unidos        | Atlanta          | Aeropuerto Internacional Hartsfield-Jackson              |                |
| Estados Unidos        | Miami            | Aeropuerto Internacional de Miami                        | Focus city     |
| Estados Unidos        | Nueva York       | Aeropuerto Internacional John F. Kennedy                 |                |
| Guadalupe             | Pointe-à-Pitre   | Aeropuerto Internacional de Pointe-à-Pitre               |                |
| Guyana                | Georgetown       | Aeropuerto Internacional Cheddi Jagan                    |                |
| Haití                 | Puerto Príncipe  | Aeropuerto Internacional Toussaint Louverture            |                |
| Jamaica               | Kingston         | Aeropuerto Internacional Norman Manley                   |                |
| Martinica             | Fort-de-France   | Aeropuerto Internacional de Martinica Aimé Césaire       |                |
| Países Bajos          | Ámsterdam        | Aeropuerto de Ámsterdam Schiphol                         |                |
| Panamá                | Ciudad de Panamá | Aeropuerto Internacional de Tocumen                      |                |
| Puerto Rico           | San Juan         | Aeropuerto Internacional Luis Muñoz Marín                |                |
| República Dominicana  | Santo Domingo    | Aeropuerto Internacional Las Américas                    |                |
| Santa Lucía           | Castries         | Aeropuerto Internacional Hewanorra                       |                |
| Surinam               | Paramaribo       | Aeropuerto Internacional Johan Adolf Pengel              |                |
| Trinidad y Tobago     | Puerto España    | Aeropuerto Internacional de Piarco                       |                |
| Venezuela             | Barcelona        | Aeropuerto Internacional General José Antonio Anzoátegui |                |
| Venezuela             | Barquisimeto     | Aeropuerto Internacional Jacinto Lara                    |                |
| Venezuela             | Caracas          | Aeropuerto Internacional de Maiquetía Simón Bolívar      | Focus city     |
| Venezuela             | Maracaibo        | Aeropuerto Internacional de La Chinita                   | Focus city     |
| Venezuela             | Valencia         | Aeropuerto Internacional Arturo Michelena                |                |

## Flota histórica
| Aeronaves                            | Total | Introducido | Retirado | Matrículas                                                                     |
| ------------------------------------ | ----- | ----------- | -------- | ------------------------------------------------------------------------------ |
| Boeing 727-100                       | 2     | 1971        | 1979     | PJ-BOA y N726AL                                                                |
| Convair CV-440                       | 6     | 1964        | 1973     | PJ-CVA, PJ-CVC, PJ-CVE, PJ-CVM, PJ-CVC y PJ-CVB                                |
| De Havilland Canadá Dash 8           | 6     | 1990        | 2001     | PJ-DHC, PJ-DHD, PJ-DHI, PJ-DHE, PJ-DHA y PJ-DHB                                |
| De Havilland Canadá DHC-6 Twin Otter | 1     | 1977        | 2001     | PJ-WIF                                                                         |
| Douglas DC-6F                        | 1     | 1972        | 1973     | PJ-DSA                                                                         |
| Douglas DC-8                         | 3     | 1978        | 1979     | N903CL, N711LF y PH-DCO                                                        |
| Fairchild Hiller FH-227              | 2     | 1988        | 1992     | PJ-FHB y PJ-FHA                                                                |
| Fokker F27 Friendship                | 2     | 1968        | 1979     | PJ-FRE y PJ-FRM                                                                |
| Lockheed L-188F Electra              | 3     | 1988        | 1993     | N358Q, N665F y N359Q                                                           |
| McDonnell Douglas DC-9               | 10    | 1968        | 1988     | PJ-DNC, PJ-DNA, PJ-DNB, PJ-SNE, N935F, PH-MAX, PJ-SND, PJ-SNA, PJ-SNB y PJ-SNC |
| McDonnell Douglas MD-82              | 6     | 1982        | 2001     | PJ-SEF, PJ-SEG, S5-ABD, N76823, N57837 y PJ-SEH                                |
| McDonnell Douglas MD-83              | 1     | 1999        | 2000     | D-ALLV                                                                         |
| Short 330                            | 2     | 1978        | 1980     | PJ-DDA y PJ-DDB                                                                |

## Accidentes e Incidentes
- El 2 de mayo de 1970, el Vuelo 980 de ALM, Un avión McDonnell Douglas DC-9 operado por Overseas International Airways en nombre de ALM Antillean Airlines que llevaba consigo partir del Aeropuerto Internacional John F. Kennedy en Nueva York, Estados Unidos, con destino al Aeropuerto Internacional Princesa Juliana, St. Maarten, Antillas Neerlandesas que debido a varios intentos fallidos de aterrizaje, el combustible del avión se agotó e hizo amerizaje a 48 km de Saint Croix, Islas Vírgenes de los Estados Unidos, cayendo en mar infestado de Tiburones, con 23 fallecidos y 40 sobrevivientes

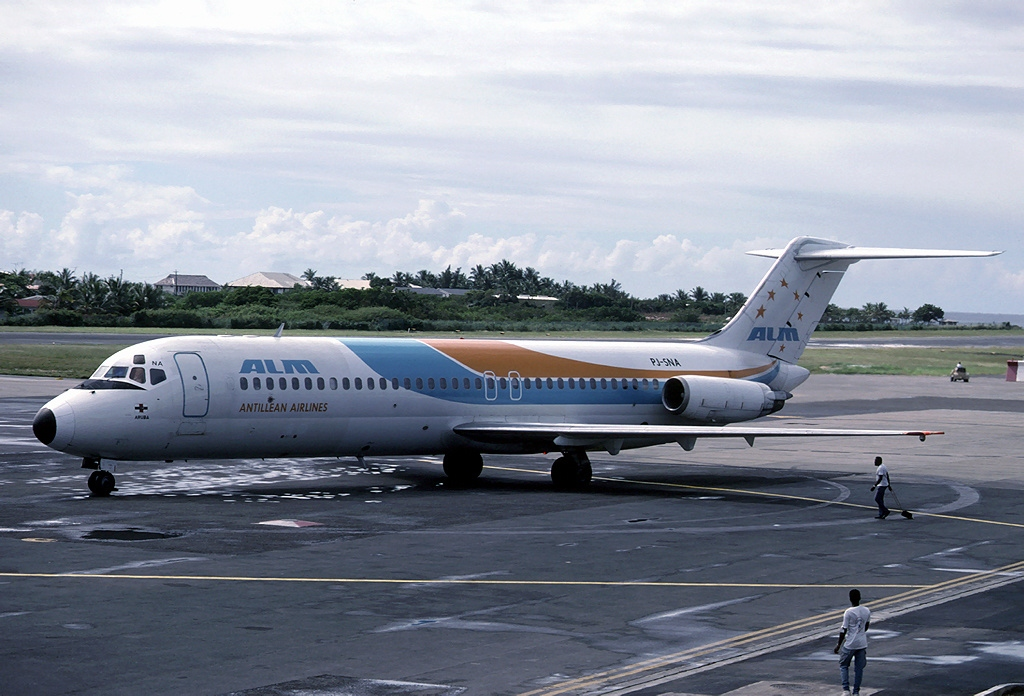
McDonnell Douglas DC-9 de ALM Antillean Airlines (1986)

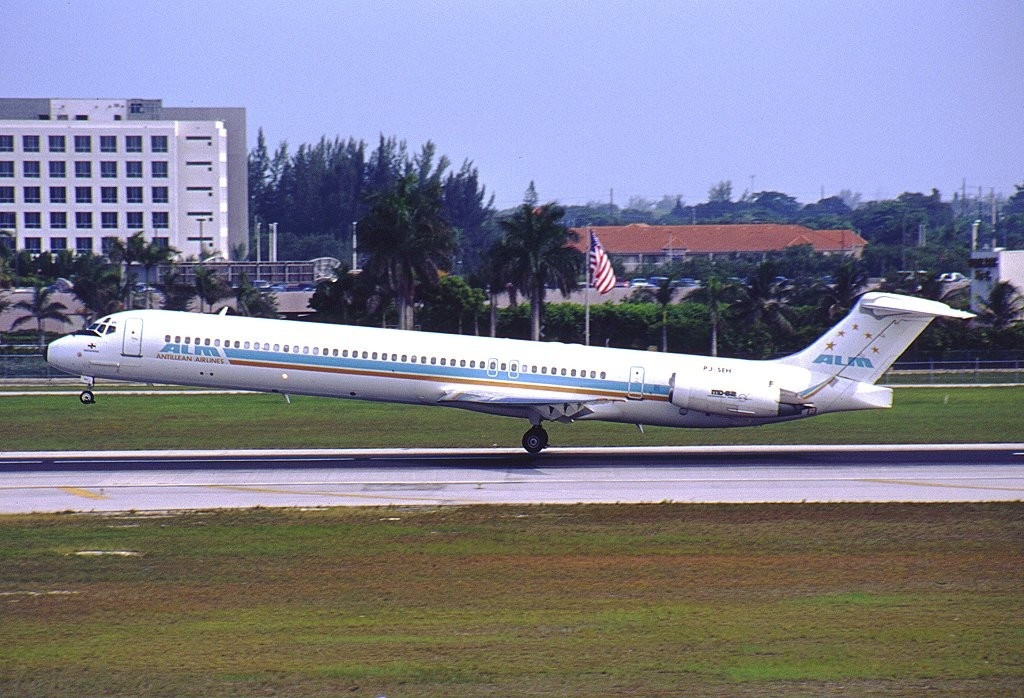
McDonnell Douglas MD-82 de ALM Antillean Airlines (2001)